# Eugene Houdry
Eugene Jules Houdry (* 18. April 1892 in Domont bei Paris; † 18. Juli 1962 in Upper Darby, Pennsylvania) war ein französischer Ingenieur, der 1942 die US-amerikanische Staatsbürgerschaft erlangte. Er erfand unter anderem ein Verfahren zum Cracken schwerer Ölfraktionen, das zum Fluid catalytic cracking weiterentwickelt wurde, einem Verfahren zur Dehydrierung von Butan, und den Abgaskatalysator für Automobile.

## Leben
Houdry war der Sohn eines wohlhabenden Stahlfabrikanten. Er studierte Maschinenbau an der École nationale supérieure d'Arts et Métiers in Châlons-sur-Marne (Paris), wo er 1911 sein Studium mit einer Goldmedaille der französischen Regierung als Klassenbester abschloss. Er war Kapitän der Fußballmannschaft der Schule, die im selben Jahr die französische Meisterschaft gewann.
Er arbeitete zunächst im Unternehmen seines Vaters, das er kurz vor Ausbruch des Ersten Weltkrieges zur militärischen Ausbildung verließ. Er diente in der französischen Armee als Leutnant im Panzerkorps und wurde 1917 in Juvincourt schwer verletzt, wofür ihm das Croix de guerre und später der Titel Ritter der Ehrenlegion verliehen wurden.
Nach dem Krieg arbeitete er wieder bei Houdry et Fils, dem Unternehmen seines Vaters, wurde aber später selbständig, als er Verfahren zur katalytischen Konversion von Braunkohle entwickelte.
Am 1. Juli 1922 heiratete er Genevieve Quilleret, mit der er zwei Söhne, Jacques und Pierre, hatte.
Während des Zweiten Weltkrieges war er ein vehementer Gegner des Vichy-Regimes von Philippe Pétain. Am 3. Mai 1941 wurde ihm die französische Staatsbürgerschaft aberkannt und im Januar 1942 wurde er US-amerikanischer Staatsbürger, lebte aber weiter in Frankreich. Seine beiden Söhne dienten während des Zweiten Weltkrieges in der amerikanischen Armee. Er gründete France Forever, eine Organisation deren Ziel es war, Unterstützung für die Truppen, die unter Charles de Gaulle für ein freies Frankreich kämpften, von der US-amerikanischen Regierung zu erhalten.
Houdry war ein begeisterter Motorsportler und nahm an einem Autorennen in einem Bugatti teil.
Er starb 1962 im Alter von 70 Jahren.

## Werk
Anfang der 1920er-Jahre begann er die Suche nach einem Katalysator zur Umwandlung von Braunkohle in Benzin. Zu dieser Zeit befand sich die Katalyse noch in ihren Anfangsjahren und die industriellen Anwendungen begrenzten sich auf die Hydrierung von pflanzlichen Fetten zu Margarine, die Umwandlung von Luftstickstoff in Ammoniak als Ausgangsstoff für Düngemittel und Sprengstoffe sowie die Umwandlung von Kohlenmonoxid zu Methanol und Kohlenwasserstoffen. 1922 hörte er von einem außergewöhnlichen Benzin, das von E. A. Prudhomme, einem Apotheker in Nizza, mithilfe eines katalytischen Verfahrens produziert wurde. Houdry besuchte Prudhomme und überzeugte ihn, nach Beauchamp nahe Paris umzusiedeln, wo Houdry und seine Geschäftspartner den Aufbau eines Labors finanzierten. Während der folgenden Jahre arbeitete Houdry mit Prudhomme eng zusammen, um ein wirtschaftliches Verfahren für Benzin aus Braunkohle zu entwickeln.
Mit Unterstützung der französischen Regierung bauten sie eine Demonstrationsanlage, die 60 Tagestonnen Braunkohle zu Benzin und Öl verarbeitete. Die Anlage wurde 1929 angefahren, aber die Ergebnisse waren enttäuschend und nicht wirtschaftlich. Die Unterstützung durch die Regierung wurde beendet und die Anlage im gleichen Jahr geschlossen.
In dem Braunkohle-zu-Benzin-Verfahren wurde die Braunkohle thermisch behandelt, um zähflüssiges Öl und Bitumen zu erzeugen. Anschließend wurde dem Öl ein Katalysator beigemengt, um leichtersiedende Ölfraktionen zu erzeugen. Während andere Forscher sich auf Nickelkatalysatoren konzentriert hatten, entdeckte Houdry, dass ein Mineral namens Fuller’s earth, ein Alumosilikat, in der Lage war, das Braunkohleöl in ein benzinähnliches Produkt umzuwandeln. Außerdem entdeckte er während seiner Versuche zur Abtrennung von Schwefel aus den Dämpfen von Kohlenwasserstoffen, dass die Aktivität des Katalysators durch Abbrennen des angehäuften Kokses wiederhergestellt werden konnte. Diese einfache Beobachtung stellte einen bedeutenden Meilenstein in der Geschichte der Erdölverarbeitung dar und setzte die Grundlagen für das Houdry-Verfahren und das Fluid Catalytic Cracking.
1930 erfuhr H. F. Sheets von der Vacuum Oil Company von Houdrys erfolgversprechenden Ergebnissen zur Umwandlung von Gasöl in Benzin und lud ihn in die USA ein. Nach einer erfolgreichen Demonstrationsfahrt siedelten Houdry und seine Partner mit dem Labor nach Paulsboro, New Jersey um.
Houdry und seine Partner der Vacuum Oil Company gründeten 1931 die Houdry Process Corporation als joint venture. Im gleichen Jahr fusionierten Vacuum Oil und Standard Oil von New York zur Socony-Vacuum Oil Company, aus der später Mobil Oil hervorging. 1933 wurde eine 25 t/d-Anlage nach dem Houdry-Verfahren in Betrieb genommen, aber durch die Wirtschaftskrise der 1930er-Jahre schwächte sich das Ölgeschäft ab. Socony-Vacuum erlaubte Houdry die Kooperation mit anderen Firmen, da sie seine Arbeit nicht mehr finanzieren konnten. Im Juni 1933 unterschrieb Houdry einen Kooperationsvertrag mit der Sun Oil Company und Socony-Vacuum, wodurch er Leiter eines Teams von Ingenieuren wurde, das sein Festbettverfahren kommerzialisieren sollte. Sie entwickelten ein Verfahren das aus Stripp-, Crack- und Regenerierzyklen bestand. Motorgetriebene Ventile schalteten zwischen Behältern mit Katalysator, die sich im jeweiligen Zyklus befanden. Der Crackzyklus dauerte dabei nur zehn Minuten, bevor eine Regenerierung des Katalysators erforderlich wurde.
Diese Ergebnisse veranlassten Socony-Vacuum und Sun Oil zur Kommerzialisierung des Prozesses. Im April 1936 baute Socony-Vacuum in Paulsboro eine ältere Crackanlage nach dem thermischen Verfahren in eine halbkommerzielle Anlage nach dem Houdry-Verfahren um. Im März 1937 ging eine vollkommerzielle Anlage von Sun in Betrieb. Diese 18 t/d-Anlage hatte solche Neuerungen wie ein Salzbad zur Wärmekontrolle und motorgetriebene Ventile, die von Uhrwerken gesteuert wurden. Fast 50 % des Produktes war Benzin mit hoher Oktanzahl, verglichen mit 25 % im thermischen Verfahren.
Als Arthur Pew jr. von Sun Oil die Details vom erfolgreichen Verfahren 1938 während einer Tagung des American Petroleum Institute vorstellte, staunte die Industrie. In einem Artikel der Zeitschrift Fortune mit dem Titel Die Erfindung von Monsieur Houdry wurde geschrieben, dass Pew eine Bombe geworfen hat. 1940 wurde die erste großtechnische Anlage zur Herstellung synthetischer Aluminiumoxid/Siliziumoxid-Katalysatoren in Paulsboro in Betrieb genommen.
Einer der hauptsächlichen Vorteile des Houdry-Verfahrens war die Herstellung von Benzin mit einer Oktanzahl von 100 für Flugzeuge, kurz vor dem Ausbruch des Zweiten Weltkrieges. Die Houdry-Anlagen stellten ein Benzin mit hoher Oktanzahl her, das mit anderem, minderwertigem Benzin gemischt werden konnte und die Leistung der Flugzeuge der Alliierten erhöhte.
Houdry setzte seine Arbeit mit Katalysatoren fort und interessierte sich insbesondere für die katalytische Rolle der Enzyme im menschlichen Körper und die krebsbedingten Änderungen enzymatischer Prozesse. Um 1950, als die Ergebnisse erster Untersuchungen über Smog in Los Angeles veröffentlicht wurden, machte er sich Gedanken über den Einfluss von Autoabgasen auf die Luftverschmutzung und gründete die Oxy-Catalyst Company, die Abgaskatalysatoren für Benzinmotoren entwickeln sollte - eine Idee, die ihrer Zeit weit voraus war. Er entwickelte den ersten Autoabgaskatalysator und erhielt 1956 ein Patent dafür. Insgesamt besaß er über 100 Patente. Allerdings fanden Autoabgaskatalysatoren erst viel später Anwendung, da das Antiklopfmittel Tetraethylblei alle Katalysatoren vergiftete.

## Ehrungen
- 1948: Potts-Medaille vom Franklin Institute
- 1948: Perkin Medal der Society of Chemical Industry (American Section)
- 1962: E. V. Murphree Award in Industrial and Engineering Chemistry der American Chemical Society
- 1990: Aufnahme in die National Inventors Hall of Fame

## Patente
- US-Patent 2,742,437 (Autoabgaskatalysatoren) (PDF)